# Dorfkirche Meuselbach-Schwarzmühle

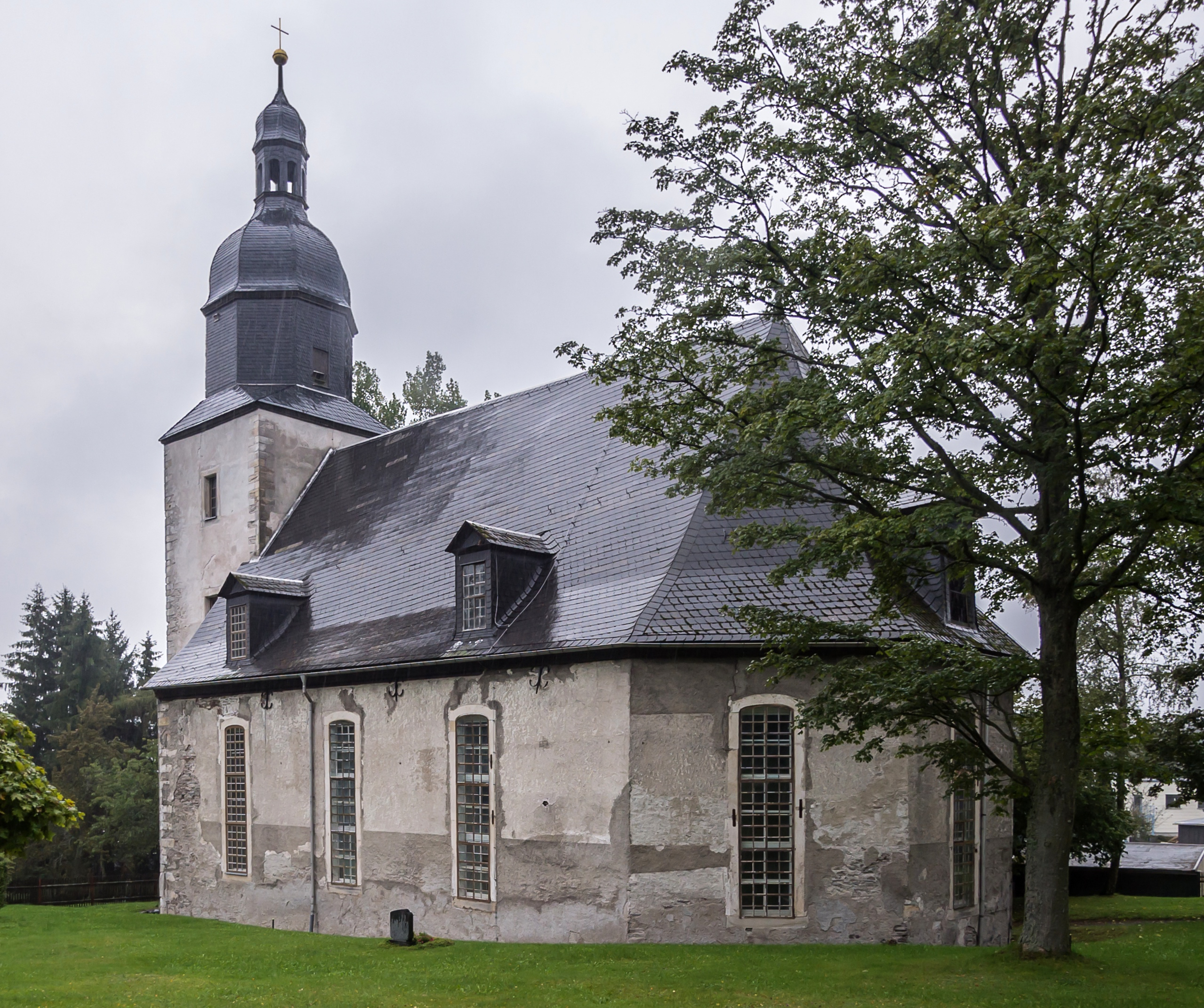
Dorfkirche Meuselbach-Schwarzmühle

Die evangelisch-lutherische Dorfkirche Meuselbach-Schwarzmühle steht in  Meuselbach-Schwarzmühle, einem Ortsteil der Landgemeinde Stadt Schwarzatal im Landkreis Saalfeld-Rudolstadt in Thüringen. Die Kirchengemeinde Meuselbach-Schwarzmühle gehört zum Pfarrbereich Oberweißbach im Kirchenkreis Rudolstadt-Saalfeld der Evangelischen Kirche in Mitteldeutschland.

## Beschreibung
Der Grundstein für die Saalkirche wurde am 16. Mai 1738 gelegt. 1743 wurde der Bau fertiggestellt, eingeweiht aber erst 1760. Das mit einem schiefergedeckten Satteldach bedeckte Langhaus hat einen dreiseitigen Abschluss im Osten, im Westen steht der Turm, auf dem eine achtseitige Haube sitzt, die von einer offenen Laterne mit Turmkugel bekrönt ist. Die Glocke befindet sich in dem frei stehenden Glockenturm. 
Der Innenraum hat eine hölzerne Flachdecke mit Bildern von der Taufe Jesu, vom Abendmahl, von der Kreuzigung und von der Auferstehung. Die Emporen sind dreigeschossig und mit biblischen Bildern geschmückt. Der in weiß, gold und rot gehaltene Kanzelaltar wurde 1743 gestiftet und 1885 renoviert. Oberhalb der Kanzel befindet sich ein Schalldeckel. Das mit geschlungenen Rosenketten verzierte Taufbecken stammt aus der Bauzeit. Im barocken Prospekt befindet sich die von Johann Friedrich Schulze gebaute Orgel. Sie hat 24 Register, verteilt auf zwei Manuale und Pedal. Von 2006 bis 2011 wurde das Werk durch die Firma Hoffmann und Schindler komplett restauriert.